# Ladislavec
Ladislavec – wieś w Chorwacji, w żupanii krapińsko-zagorskiej, w mieście Zlatar. W 2011 roku liczyła 144 mieszkańców.